# لی تریسی
لی تریسی (انگلیسی: Lee Tracy؛ ۱۴ آوریل ۱۸۹۸ – ۱۸ اکتبر ۱۹۶۸) یک هنرپیشه اهل ایالات متحده آمریکا بود.

## فیلم‌شناسی
- دکتر ایکس
- طلای ساتر